# Jean-Louis David
Pour les articles homonymes, voir David.
Jean-Louis David, né le 24 mars 1934 à Paris, et mort le 3 avril 2019 à Épalinges (Suisse), est un coiffeur et entrepreneur français.

## Biographie
Né le 24 mars 1934 à Paris, Jean-Louis David débute dans le salon familial à Grasse et il arrive à Paris dans les années 1950. Jean-Louis David se destinait à une carrière dans la mode avant de se diriger vers la coiffure[réf. nécessaire] en étant recruté chez Gabriel Garland, un salon du quartier des Champs-Élysées dont le propriétaire possède également la revue de cinéma Cinémonde. De ce fait, le salon est fréquenté par les vedettes du cinéma de l'époque. À peine âgé de 20 ans, il se fait rapidement une réputation en s'occupant de la coiffure de la célébrité hollywoodienne Kim Novak. En 1961, il ouvre son premier salon de coiffure à son nom, avenue de Wagram.
Il se fait notamment connaître dans les années 1960 grâce à sa coupe dégradée, puis par différentes innovations comme la résille (décoloration légère, partant de la racine jusqu'aux pointes des cheveux).
Le groupe Jean-Louis David se constitue en 1976 puis applique le système de franchise à ses salons de coiffure, système qu'il avait découvert deux ans plus tôt aux États-Unis. Ses établissements affichaient un chiffre d'affaires de 6,7 milliards de francs en 1994 et comptaient, en 1995, 378 salons en France (pour 227 franchisés) et environ 700 à travers le monde (implantés initialement en Mongolie, en Suisse, en Italie, en Espagne, au Québec, en Pologne et au Brésil, avant la Russie et la Corée du Sud). Il lance également une gamme de produits cosmétiques, et plus particulièrement de produits capillaires vendus en grande surface, parmi lesquels shampoings, chouchous, barrettes, masques et laques.
En 1995, sous la direction de Jean-Christophe David depuis 1993, le fils de Jean-Louis David, l'entreprise vend un plan d'épargne aux candidats à la franchise de ses salons afin de conserver ses meilleurs éléments (managers ou premiers coiffeurs). 
En 2002, Jean-Louis David vend son groupe à l'américain Regis Corporation, associé au groupe français Franck Provost, avant de se retirer à Épalinges en Suisse, pays dont il avait obtenu la nationalité.
Il meurt le 3 avril 2019 en Suisse des suites d’un cancer[réf. nécessaire].
À l'instar de son concurrent français Jacques Dessange, il aura participé, dans la seconde moitié du XXe siècle, à révolutionner le secteur de la coiffure. Le Monde note ainsi : « Les deux hommes laissent un même héritage : ils ont fait entrer le métier de coiffeur dans une nouvelle ère. Ils ont sorti le salon du coin de la rue pour l’installer partout dans les endroits en vue. Ils ont érigé la coiffure au rang de machine à cash internationale ».